# Milo J: BZRP Music Sessions, Vol. 57
«Milo J: BZRP Music Sessions, Vol. 57» es un sencillo del productor argentino Bizarrap y el cantante Milo J. Fue lanzada el 4 de octubre de 2023 a través del sello Dale Play Records. Se trata de la BZRP Music Sessions con el artista más joven en aparecer hasta el momento. El sencillo es parte del EP En dormir sin Madrid. El sencillo llegó a posicionarse en las listas mundiales de diferentes plataformas incluyendo el puesto 31 de la Billboard Global 200.

## Antecedentes
El 28 de septiembre de 2023, Bizarrap anunció en un clip de ocho minutos titulado «Bizapop» que su nueva «BZRP Music Sessions» estaba programada para ser lanzada el 4 de octubre de 2023. El video fue protagonizado por Bizarrap y los actores argentinos Guillermo Francella y Gastón Cocchiarale. Mostraba al productor celebrando las 8.500 millones de reproducciones en Spotify con algunos compañeros de trabajo. El video hacía referencia a la película estadounidense de 2013 The Wolf of Wall Street protagonizada por Leonardo DiCaprio y dirigida por Martin Scorsese diez años antes. Sin embargo, Bizarrap aún no había revelado quién colaboraría con él en la sesión 57 de sus BZRP Music Sessions, generando gran expectación y especulación. Entre los nombres rumoreados, algunos pensaban que el cantante canadiense Justin Bieber participaría en la canción. Al mismo tiempo, se rumoreaba mucho que la colaboradora sorpresa sería una gran artista del pop latino como Belinda o Lali debido al supuesto cambio a la música pop. El 2 de octubre de 2023, solo dos días antes de su lanzamiento, Bizarrap confirmó oficialmente que su BZRP Music Sessions #57 contaría con el cantante argentino Milo J.

## Video musical
El video musical fue lanzado junto con el sencillo el 4 de octubre de 2023 a través del canal de YouTube de Bizarrap.
El video está compuesto por 5 capítulos de diferentes canciones tituladas «Toy en el Mic», «No soy Eterno», «Fruto» y «Penas de Antaño» las cuales fueron lanzadas simultáneamente con la sesión el mismo día, para el lanzamiento del primer EP de Bizarrap el mismo día, En dormir sin Madrid.

## Posicionamiento en listas
| Lista (2023)           | Mejor posición |
| ---------------------- | -------------- |
| Bolivia (Billboard)    | 2              |
| Colombia (Billboard)   | 9              |
| Costa Rica (FONOTICA)  | 1              |
| Chile (Billboard)      | 5              |
| Ecuador (Billboard)    | 4              |
| Global 200 (Billboard) | 31             |
| Perú (Billboard)       | 3              |
| España (PROMUSICAE)    | 2              |

| Lista (2023)   | Mejor posición |
| -------------- | -------------- |
| Paraguay (SGP) | 98             |

## Certificaciones
| País   | Organismo certificador | Certificación | Ventas  | Ref.   |
| ------ | ---------------------- | ------------- | ------- | ------ |
| Chile  | IFPI Chile             | Oro           | 5 000   | [ 27 ] |
| México | AMPROFON               | Platino       | 140 000 | [ 28 ] |
| España | PROMUSICAE             | Platino       | 60 000  | [ 25 ] |